# Ouled Ben Abdelkader (distrito)
Ouled Ben Abdelkader é um distrito localizado na província de Chlef, Argélia, e cuja capital é a cidade de mesmo nome, Ouled Ben Abdelkader.[carece de fontes?]

## Municípios
O distrito está dividido em duas comunas:
- Ouled Ben Abdelkader
- El Hadjadj